# Пистирос
Пистирос је био унутрашњост старогрчког емпориона, или трговачки центар, у древној Тракији. Налази се у близини савременог града Ветрена, у најзападнијем делу долине реке Марице.
Идентификација локалитета као Емпорион Пистирос, име познато из античких извора, је у великој мери засновано на древном грчком натпису, познатом као натпис Ветрен, откривеном у близини 1990. године. Емпорион је одржавао интензивне односе са главним економским центрима у Егејској Тракији, укључујући Тасос, Маронеју и Аполонију, и развио се у 4. веку пре нове ере.

## Историја

### Оснивање
Пистирос је основан у 3. четвртини 5. века пре нове ере. То би довело до њеног оснивања у време владавине првих краљева Одриског краљевства: Тереса I, Спаратокоса или Ситалкеса. Град су највероватније основали колонисти из приморског града Пистирос. Локација емпориона нудила је многе стратешке предности. Поред близине локалитета изворима дрвета и рудницима бакра, гвожђа и злата, налазио се на реци Хеброс, која је била пловна за мале чамце, и налазила се на раскрсници неколико главних путева.

### Хронологија
Археолошким ископавањима откривен је источни зид утврђења са капијом, кулама и бастионом, изграђен од камених блокова по узору на тазијске фортификационе системе, као и каменом поплочане улице, зграде са каменим основама и добро изграђен канализациони систем. Ископавања сугеришу следеће фазе локалитета:
- I фаза (друга половина 5. века пре нове ере – крај прве четвртине 4. века пре нове ере.
- II фаза (друга четвртина – крај 4. века п. н. е.): реконструкција плана локалитета, везана за владавину краља Котиса I, процват Пистироса, прописи о статуту Пистироса и његових емпорија у Ветренски натпис.
- III фаза (3. век пре нове ере – почетак II века пре нове ере): спаљивање и уништавање Пистироса од стране Келта у касном 3. веку пре нове ере као и његово претварање у центар за производњу метала.

## Друштво и религија
Коегзистенција између Грка и Трачана донекле их је учинила савезницима. Надгробни натписи Грка пореклом из Аполоније и Маронеје, откривени у Пистиросу, и имена урезана на грнчарији (графити) како Трачана тако и Грка, доказују да Пистирошани нису били етнички хомогени. Уз територију емпориона Пистироса налазили су се Бесоји, чувари Дионисовог светилишта у Родопима. Заклетва коју су у Дионисово име положили краљ Котис I и његов наследник, према Ветренском натпису, представља додатни доказ значаја тог култа у званичној идеологији Одришке државе. Ископавања су дала много доказа о култним праксама у Пистиросу. Међу откривеним артефактима су очувани или фрагментовани глинени олтари различитих облика и украса, култне зооморфне фигурине од глине или камена, глинене антропоморфне фигурине, минијатурни предмети и преносива огњишта.

## Економија
Емпорион Пистирос је одржавао широке трговачке контакте. Под Котисом I (384 пне–359 пне) и његовим наследницима, тазијски, аполонски и маронејски трговци града добили су гаранције, како је описано у Ветренском натпису, у вези са интегритетом њиховог живота, имовине и делатности. Овај статус се поклопио са периодом највећег економског просперитета за Пистирос.
Више од 1000 бакарних и сребрних новчића откривених током ископавања у Пистиросу баца светло на његове унутрашње и спољне трговинске контакте. Ово је јединствени нумизматички комплекс откривен током уобичајених ископавања где је представљен ковани новац неколико трачких владара, укључујући Амадока I, Бергаја, Котиса I, Амадока II, Тереса II, Церсоблепта и Сеута II. Колекција такође садржи новчиће из неколико грчких градова-држава, укључујући Тасос, Маронеју, Парион, Трачки Херсонес, Кипселу, Енос, Аполонију, Месембрију, Дамастион, Сермиле и Кардију. У налаз је укључен и ковани новац старомакедонских и хеленистичких владара (Филип II, Александар Велики, Касандар, Деметрије Полиоркет, Лисимах, Селеук I, итд.). Године 1999. направљено је још једно фундаментално откриће – колективни налаз који се састоји од 552 сребрњака и златника које су издали Александар Велики, Деметрије Полиоркет, Лисимах и Селеук I.
Становници овог античког центра увозили су луксузну грнчарију из атичких радионица за домаћу употребу. Међу осликаном керамиком откривеном у Пистиросу преовлађују посуде типа кратер и сцифос, док су посуде од киликса и типови пелике су ређе. На посудама су приказане сцене из свакодневног живота, митологије, доколице и игре старих Грка. Заступљени у већој разноликости су црни глазирани грнчарски производи, укључујући сципхои, кантхаорои, зделе и шоље са једном дршком и разне облике последњег типа, лекитхои и рибље плоче. Увоз луксузне атичке керамике у Пистирос прекинут је око средине 3. века пре нове ере. Овај тренд је типичан за целу Тракијску равницу.
Међу значајним бројем фрагмената амфоре, највећи број је оних произведених у тазијским радионицама или у оним из тазијских пераја. У поређењу са увозном грнчаријом преовладавају различити узорци аутохтоне грнчарије. У неким случајевима посуде су у потпуности сачуване, као у случају неколико запечаћених енохоаја који представљају различите сцене дионисијевог култа (Силенус отима менаду, Сатирова маска).
Тракија са својим богатим пределима успева да привуче интересовање становништва из Егејског региона. Емпорион Пистирос, који је настао под туторством трачких краљева, постао је кључни центар у извозу метала из Тракије у Грчку. Поред извоза метала, Трачани су производили и накит, а различити археолошки налази у Пистиросу, укључујући лончиће, дуваљке, резове, матрице и калупе, доказ су присуства јувелирских радионица у оквиру емпориона. Након што су Келти спалили емпорион почетком 3. века пре нове ере, на његовим остацима је подигнуто село у коме су се израђивале фибуле и други украси од гвожђа, бронзе, сребра и злата.

## Ветренски натпис
Откриће Ветренског натписа 1990. године довело је до идентификације места ископавања као Емпорион Пистирос, локалитета посведоченог у древној књижевној традицији. Натпис је откривен на оближњем локалитету Бона Мансио, удаљеном отприлике 3 км. Подаци истраживања из Бона Мансио откривају да је велики број камена коришћеног у изградњи мансија узет са градских зидина Емпорион Пистирос. С обзиром на близину Бона Мансија модерном месту ископавања, ово откриће представља јак доказ да је то место у ствари Емпорион Пистирос.
Натпис на старогрчком каже:
„Ако трговац поднесе тужбу против другог трговца (у Пистиросу), они ће бити суђени међу својим рођацима и у погледу онога што Трачани дугују трговцима, неће бити отписа ових дугова. Сва земља и пашњаци у власништву трговаца неће бити одузет од њих. Неће послати поседнике (?) трговцима гарнизона у Пистиросу, нити ће Пистироса пренети на друге роба коју су извезли трговци из Пистироса у Маронеу или из Маронее у Пистирос или на пијацу Белана од Прасеоја Трговци ће отворити и затворити њихове вагоне [кунем се овом заклетвом], ни ја ни било ко из моје породице нећемо слепити или убити грађанина Маронее; од Маронеје, био жив или мртав; нити ћу ја, нити било ко из моје породице, ослепити или убити грађанина Аполоније или Тасоса који живи у Пистиросу, био жив или мртав“.[8]
Уредници текста напомињу да је реч о званичном документу који потиче са трачког краљевског двора. Тиме представља доказ ауторитативне моћи трачког краља у политичком и економском животу Емпориона Пистироса,[9] иако се мора напоменути да је емпорион задржао своју политичку аутономију. Натпис даље указује на блиске друштвене и економске везе између грчког и трачког становништва у региону.

## Археолошка ископавања
Ископавање археолошког налазишта на левој обали Марице почело је 1988. године, када су багери открили велики трговачки центар – Емпорион Пистирос – који је играо важну улогу у привредном и културном животу Древне Тракије.
Ископавања Емпорион Пистироса води тим бугарских, британских (Универзитет у Ливерпулу), пољских, чешких (Универзитет у Прагу) и француских (Француска школа у Атини) археолога. Истраживачки рад се одвија под научним руководством Националног археолошког института са музејом – Бугарске академије наука у сарадњи са Археолошким музејом „Проф. Миецзисłав Домарадзки“ у граду Септември.
Археолози и даље раде на томе да схвате како је било могуће да се развио снажно утврђен грчки град тако далеко у унутрашњости, чак и ако је насеље очигледно било доступно за мале чамце на реци Хебрус. Једна рана теорија коју је понудио професор Мечислав Домарадзки била је да је град такође био краљевска резиденција подкраља Горње Тракије. Међутим, на Пистиросу није откривена палата, нити било који други археолошки доказ значајне друштвене хијерархије, за разлику од других трачких локалитета као што је Сеутополис, а М. Домардзки је променио мишљење убрзо након што је натпис пронађен. 
Богат археолошки материјал пронађен у Пистиросу чува се у Археолошком музеју „Проф. Миецзисłав Домарадзки“, у граду Септември. О археолошким ископавањима у Пистиросу се говорило на многим научним конференцијама, публикацијама и изложбама.